# Santiago Carreras

a Compétitions nationales et continentales officielles uniquement.

b Matchs officiels uniquement.
Dernière mise à jour le 8 juillet 2023.
Santiago Carreras, né le 30 mars 1998 à Córdoba, est un joueur professionnel de rugby à XV, international argentin jouant au poste d'arrière, de demi d'ouverture ou d'ailier.

## Biographie
Santiago Carreras n'est pas de la même famille que Mateo Carreras, mais seulement son homonyme.

## Carrière

### En club
Carreras a été formé au Córdoba Athletic Club en tant qu'arrière. En 2018, il fait partie de l'effectif des Jaguares. Il y joue 7 matchs en Super Rugby. L'année suivante, il joue la Currie Cup avec l'équipe réserve des Jaguares. 

### En équipe nationale
Il fait partie de l'effectif argentin préparant la tournée de novembre 2018 en Europe, mais n'est sélectionné pour la première fois qu'en août 2019 en tant que remplaçant, pour un match du Rugby Championship contre l'Afrique du Sud au poste d'ailier. C'est à ce poste qu'il est retenu parmi les 31 joueurs argentins disputant la Coupe du monde au Japon.

## Palmarès

### En club
- Finaliste de la Challenge Cup en 2024 avec Gloucester Rugby.

### Distinctions personnelles
- Élu Joueur du mois en Championnat d'Angleterre en janvier 2025.
- Membre de l'équipe type du Championnat d'Angleterre en 2025.